# Барле-Нассау
Барле-Нассау (нидерл. Baarle-Nassau) — община в нидерландской провинции Северный Брабант. По статистическим данным от 1 января 2012 года, население коммуны — 6727 человек. В состав Барле-Нассау входит нидерландская часть посёлка Барле, разделённого между Бельгией и Нидерландами.
Общая площадь — 76,36 км², плотность населения — 88 чел./км².

## Граница сБарле-Хертог

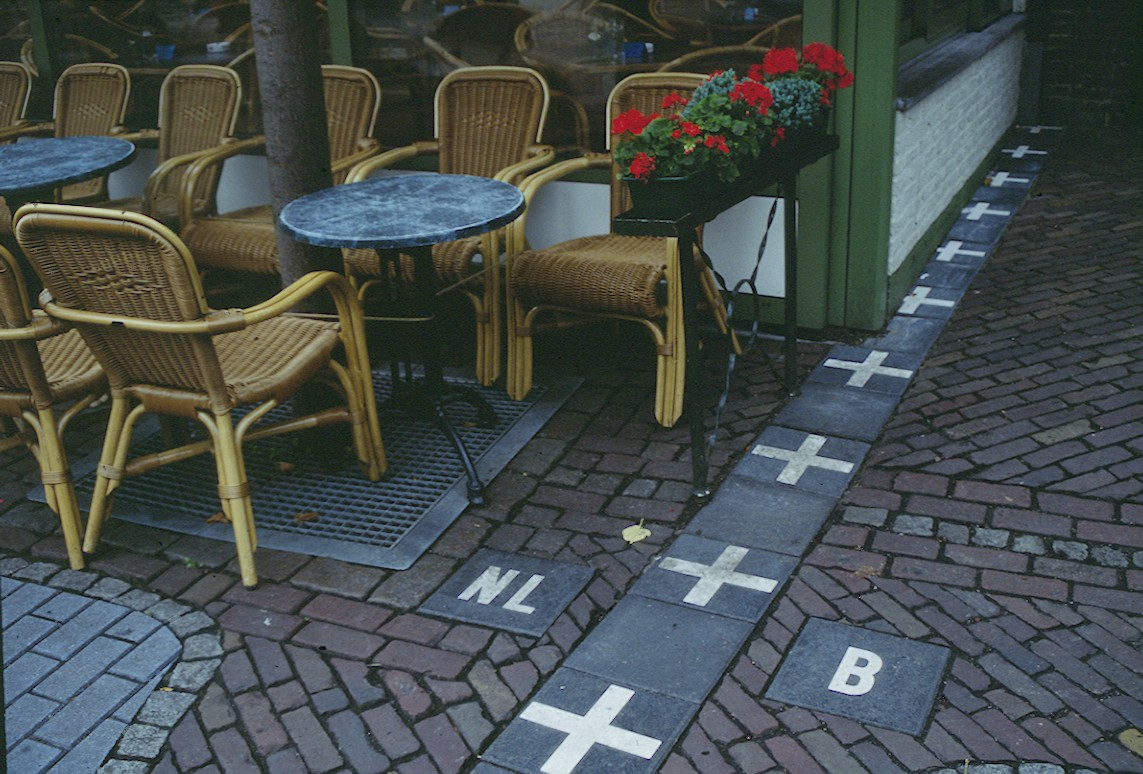
Пограничное кафе, в котором между столиками проходит граница между Бельгией и Нидерландами

Жёлтым обозначена бельгийская территория

Примечательна государственная граница между Барле-Хертог и Барле-Нассау, которая проходит через кварталы и отдельные дома.
Ситуация, когда отдельные дома оказываются перерезаны государственной границей, возникла, когда по нидерландским законам рестораны должны были закрываться рано. Тогда хозяева ресторанов стали размещаться на границе, во время «закрытия» перемещая клиентов на столики на бельгийской стороне.
Такая сложная граница возникла в результате многолетних сделок между правителями Бреды и герцогами Брабанта, связанными с различием законодательств. Граница была закреплена Маастрихтским соглашением 1843 года.